# 聖誕之吻
《聖誕之吻》是由Enterbrain於2009年3月所發售的用於PlayStation 2平台的戀愛遊戲。而後在2011年3月發售PSP版、PS2新版，並修正程式的錯誤。目前沒有中文版，但中文版攻略書由台灣的青文出版社代理。

## 概要
為由過去ENTERBRAIN所發售戀愛遊戲《真愛故事》系列和《君吻》的工作人員所製作的戀愛冒險遊戲。

## 故事大綱
主角為高中2年級生的少年。少年憧憬一位前輩森島遙，並常常在遠方默默注視、仰慕著她。但也因此過著沒有女友的寂寞學校生活。另外、因為他過去的經驗，讓他不擅長應付戀愛和聖誕節這種事情。在有天連吐氣都會變成白色的初冬的一天、少年注意到前輩即將畢業，讓他下定決心要克服他的兩項缺點。於是少年和許多女孩見面並且在他不同的行動下都加深了彼此間的關係，也因此將讓他迎向一個不知道會如何發展的聖誕節。

## 遊戲系統
本作把以前遊戲會採用選擇不同地區來移動的系統加以改變、變成採用選擇讓自己直接行動的「行動地圖」的系統。主角有「休息1」「休息2」「午休時間」「放學後」四段時間、並且選擇自己的行動來推進故事。1天行動結束後，會回到自己的房間、來作存檔・讀取及會表示與相遇的女孩的現在關係「好感度地圖」等功能。另外、也會發生和女孩子一對一對話的「會話模式」並且透過會話而發生「獎賞事件」和「下課約會」等各式各樣的事件。

## 登場人物

### 主要角色
橘純一（声：前野智昭、齋藤桃子（幼年））
班級：2年A班／生日：12月14日（SP01）／年齢：16歳／星座：射手座／家族：父・母・妹 /上學方法：走路。
本作主角，黑髮，黑瞳，腦補，遊戲中姓名可以更改。在兩年前的聖誕夜被暗戀的對象因不明原因被甩，而對情感上存在著恐懼感增深，兩年後想重拾當年的情感。有懼高症。
絢辻詞（声：名塚佳織）
班級：2年A班／年齢：17歳／生日：10月8日／星座：天秤座／血型：AB型。
喜歡的：學習・考試・讀書・存錢・增加自己地位的行為・自己的計畫。
討厭的：昆蟲和爬蟲類・固執的自己・鏡子・家族（特別是姐姐）・讓自己品味下降的行為・妨礙自己計畫的人。
家族：父・母・姐姐。上學方法：走路。
對主角的稱呼：你（あなた，文章中則是以「橘」、「純一」或玩家設定的名字來稱呼（也有完全不稱呼名字的場合）
班上的班長，黑髮，黑瞳，長髮，創設祭實行委員，同時也是個優等生。因為文武雙全，不僅在同學間、在老師間也相當有地位。也因為常常照顧別人，所以身邊總是圍繞著許多人。喜歡安靜的地方、放學後常待在圖書館中。
主角稱她是否有雙重性格，不過本人表示其實是將自己真正的個性隱藏並顯現與平常不同的自己。離開學校後，則是會待在神社或河邊、異常地不喜歡姐姐（對別人都是以「那個人」來稱呼她的姐姐）。另外，還沒有人了解她藏在鐵壁般完美的笑容下的真心。
櫻井梨穂子（声：新谷良子）
班級：2年B班／社團：茶道社／年齢：17歳／生日：4月12日／星座：牡羊座／血型：A型。
喜歡的：人的笑臉・甜食・閒聊・唱歌・聽廣播。
討厭的：数学・運動・嘴巴壞・令人生氣的事。
家族：父・母。上學方法：走路。
對主角的稱呼：你（あなた，動畫中[唯二]從開始就稱主角「純一」的攻略女角（另一位是棚町 薰）)，男主角也習慣稱呼「梨穂子」，根據日本的禮儀傳統，很親近的對象才能直呼其名，這點尤其對異性特別注重）
從主角幼稚園就有往來的青梅竹馬，常常發呆、總是悠悠閒閒的樣子，也常有冒失的舉動，有時候還會哼著自創的曲子。無論什麼時候都會擺出笑容，在男孩子間相當受歡迎。
體型稍微豐滿且喜歡甜食，相當喜歡新作的甜點和奶油系甜食。最近好像製作甜食的實力好像開始發展且達到職業級的程度。
棚町薰（声：佐藤利奈）
班級：2年A班／年齢：17歳／生日：8月1日／星座：獅子座／血型：B型。
喜歡的：活潑的氣氛・戀愛的話題・海苔・甜食・炭酸飲料・掃除洗衣服・新發售和季節限定等新奇事物。
討厭的：灰暗的氣氛・寂寞・青蛙・國中時的綽號・考試・說話含糊・學習。
家族：母。上學方法：走路。
對主角的稱呼：你呀（あんた，動畫中[唯二]從開始就稱主角「純一」的攻略女角（另一位是櫻井梨穂子），男主角也習慣稱呼「薰」，根據日本的禮儀傳統，很親近的對象才能直呼其名，這點尤其對異性特別注重）
和主角在國中就結下孽緣，黑髮，黑瞳，有著像是男孩子的爽朗性格、因為對誰都很好，所以朋友很多。是個超喜歡流行、聊天、活動等不論什麼東西都會參一腳的麻煩製造者。因此讓她在國中得到一個「輝日東核彈頭」的綽號。
就像現在的女孩子一樣會在下課後打工、原因則是為貼補家計。
中多紗江（声：今野宏美）
班級：1年A班／年齢：15歳／生日：2月14日／星座：水瓶座／血型：A型。
喜歡的：誠實能夠依靠的人・牛奶・甜食・平靜的空間和時間・信・美也・服裝。
討厭的：地震・香水・辣的食物・會傷人的謊言。
家族：父・母・祖母。上學方法：電車。
對主角的稱呼：前輩（先輩）
最近轉學過來的一年級生，粽髮，黑瞳，雙馬尾，單純，也是美也和逢的同學。因為是出版社董事長的千金，所以家教甚嚴、比起現在的女孩子，擁有珍貴的率直和有禮貌的優點。但反過來、有著極度的不知人間事物的一面而且在男生面前會相當害羞到說不出話來。
有著無法被認為是一年級的充滿魅力的身材、無論男女都會對她投以熱情的視線。不過本人卻完全沒有注意到。
七咲逢（声：尤加奈）
班級：1年A班／社團：游泳社／年齢：15歳／生日：2月21日／星座：雙魚座／血型：O型。
喜歡的：海・社團・夜晚（因為很安靜）・弟弟。
討厭的：吵雜的場所和人・醫院。
家族：父・母・弟。上學方法：走路。
對主角的稱呼：前輩（先輩）
美也和紗江的同學，黑髮，黑瞳，短髮，姐姐，運動少女，有著沉默，沒什麼表情的超酷性格。平時的態度與言行給人冷淡、有點酷、帥氣的感覺，但實際上個個性温和且善解人意，還會幫一起工作的父母親作晚餐、在照顧和自己年紀有點差距的弟弟也會表現出她重視家族的一面。
運動神經相當好，被游泳社期待為是大型比賽的明日之星。但本人卻不自大、是個會暗中在下課後，於河邊跑步鍛鍊體力的努力家，不過跑步卻不快。
森島遙（声：伊藤静）
班級：3年A班／年齢：18歳／生日：9月22日／星座：處女座／血型：O型。
喜歡的：動物・植物・可愛的物和人・照顧人的事情。
討厭的：暗暗的地方・打雷・使用機器・會散發香草味很強的東西・恐怖和血腥的東西。
家族：父・母・兄・弟（2人）。上學方法：電車。
對主角的稱呼：你（きみ）
有著魅惑的笑臉和高又完美的身材，黑髮，藍瞳，天然呆，混血兒，是位在学校被全部男孩子看上的三年級生。連續兩年贏得創設祭聖誕小姐比賽。不過本人並沒有注意到自己的美貌，因為以很喜歡動物以及和年紀有段差距的弟弟玩耍的感覺與男孩子接觸、據說因此不斷地讓男孩子都神魂顛倒。
本人是個好人，不過天然呆的地方也相當多。但卻變成她的魅力之一。似乎不擅於煮菜的樣子。
動畫中有中間名「Lovely」。
上崎裡沙（声：門脇舞以）
班級：2年B班／社團：無／年齢：17歳／生日：6月23日／星座：巨蟹座／血型：O型。
喜歡的：主角・關於他人的傳言・占卜。
討厭的：對主角關心的女性・自己不能想像的東西‧動物・牛乳・苦瓜。
家族：祖父・祖母・父・母・妹。上學方法：走路。
對主角的稱呼：你（あなた）、葛格（にぃに）
沒有什麼存在感的迷之女孩，棕髮，黑瞳，長直，病嬌，由於極度怕生，所以和其他學生都沒什麼來往。有著獨佔欲、支配欲很強，不認輸和無論對於什麼狀況都有解釋的麻煩性格。雖然喜歡主角，但平常都默默在旁邊注視著他、如果決定下手就會變著相當大膽且積極。
在六個主要角色都攻略後，接下來會隨著遊戲進行而出現的隱藏角色。
動畫中只要看到純一跟其他女孩子要好，就會用合成照片告訴對方純一已經跟自己交往。

### 次要角色
橘美也（聲：阿澄佳奈）
班級：1年A班／年齢：16歳／生日：6月22日／星座：巨蟹座／血型：O型。
喜歡的：肉包・電視・漫畫・自己心情好時的哥哥。
討厭的：學習・恐怖的東西・自己心情不好時的哥哥。
家族：父・母・兄。  上學方法：走路。
稱呼主角的方式：葛格（にぃに）、哥哥（おにちゃん）
主角的妹妹且和他上同一間學校（是逢和紗江的同學）。黑髮，黑瞳，在只有兩個人時會叫主角「葛格」，而在別人面前則是叫主角「哥哥」並且和哥哥保持一點距離（但在感情升到高點時，也會不管這些直接叫主角「葛格」的時候）。原創姓氏為「橘」，但可能會隨主角姓名的變更而改變。
因為不怕生，所以和誰都相處地很好，但獨佔欲也很強、看到喜歡的哥哥和其他女孩子很好時會相當嫉妒且鬧脾氣。對於自己的幼兒體型很在意、所以很憧憬紗江的鬆軟身材。煮菜則是致命地可怕。
梅原正吉（聲：寺島拓篤）
班級：2年A班／社團：劍道社（好像是幽靈社員）／年齢：17歳／生日：7月7日／星座：巨蟹座／血型：O型。
喜歡的：運動・和菓子等日式的東西・劍道社的前輩。
討厭的：學習・使用刀叉。
家族：祖父・父・母・兄・弟。  上學方法：走路。
主角的損友。與主角是會互相借對方「寶貝書（A書）」的關係，在過去，主角失戀時，直接斥責和激勵主角。因為個性明亮且擅於照顧人，所以朋友很多、是名精通許多情報的情報通。經常會告訴主角關於女孩子的各種情報。
老家是經營叫作「東（あずま）壽司」的壽司店。屬於劍道社，因為憧憬的前輩畢業了、被主角說他是「幽靈社員」。
高橋麻耶（聲：早水理沙）
班級：2年A班導師（日本史教師）／年齢：29歳／生日：10月24日／星座：天蠍座／血型：O型。
喜歡的：瑜伽・跑步・和學生讀交流・喝酒。
討厭的：同事的冷笑話・賭博。
家族：父・母・妹。  上學方法：開車。
溫柔嚴格的主角班級導師。因為常做瑜伽和跑步而充滿健康美，使她在男孩子間很有人氣。雖然是個好人，但也會有粗心而搞砸事情的一面。至今單身並且還在找尋戀人、一直等著美好的愛情已經五年了。
隨著遊戲的進行也會有和她的結局，讓她不會等到難過的結束。
伊藤香苗（聲：松岡由貴）
班級：2年B班／社團：無／年齢：17歳／生日：5月15日／星座：金牛座／血型：B型。
喜歡的：很多牛奶的咖啡・和食・壽司（去掉芥末）・與梨穂子一起戲弄主角。
討厭的：蟲子・小黃瓜・西瓜・芥末・下雨天。
家族：祖父・父・母・兄・弟。  上學方法：走路。
梨穂子的朋友。對於梨穗子的耍呆會加以吐嘈，也會對於她的戀情溫和地守護著。興趣是電腦，所以被週遭的人當作是電腦狂。
田中惠子（聲：門脇舞以）
班級：2年A班／社團：無／年齢：17歳／生日：6月13日／星座：雙子座／血型：O型。
喜歡的：棚町薰・使用鮮奶油的點心・少女漫畫。
討厭的：運動・車（會很快暈車）・坐電車的高峰期。
家族：父・母・兄（2人）。  上學方法：走路。
薰的好朋友（1年級時也是同一班）、主人公的同學，座位在主人公的後面。保守且優柔寡斷的女孩子。總是看起來被好強的薰給耍的團團轉、本人對於薰的行動力也感到相當可靠。最近似乎為愛而困擾的樣子。
塚原響（聲：淺川悠）
班級：3年A班／社團：游泳社／年齢：18歳／生日：11月1日／星座：天蠍座／血型：O型。
喜歡的：戲弄遙・游泳社的晚輩們・逛街。
討厭的：被遙戲弄・料理。
家族：祖父・父・母。  上學方法：電車。
遙的朋友也是能理解她的人。從照顧遙到會幫遙擺脫跟蹤遙的男孩子、總是沒有失誤過。文武雙全且擔任游泳社社長、被晚輩們所仰慕著。

### 其他角色
飛羽愛歌（聲：原田瞳）
班級：3年A班／社團：茶道社／年齢：18歳／生日：7月13日／星座：巨蟹座／血型：B型／家族：父・母／上學方法：走路。
喜歡的：琉璃子・梨穂子・小動物。討厭的：不明。
茶道社副社長。不但有著獨特的腔調而且散發出不可思議的存在感。相當沉默而且常表現出不知道在想什麼的樣子、而且也常穿著長袖不露出肌膚，讓她在外表上也相當神秘（泳裝也穿成像是長袖泳裝的樣子）。相當擅於下將棋。
角色原型是《君吻》登場角色「飛羽愛美」。
夕月琉璃子（聲：佐藤泉美）
班級：3年A班／社團：茶道社／年齢：17歳／生日：1月27日／星座：水瓶座／血型：O型／家族：父・母／上學方法：走路。
喜歡的：愛歌・梨穂子・華麗的東西・品質好的東西。討厭的：過於賣弄的人。
茶道社社長。非常寵愛梨穂子。言行粗暴到很像男孩子且常常有強迫他人的行為、但也有喜歡照顧人等重視人情的一面。和愛歌組合在一起、對於喜歡的學生會依序勸他們入社。
角色原型是《君吻》登場角色「夕月薰子」為原型。
山口亞弓（聲：佐倉雪）
班級：大學生／社團：茶道社／年齢：20歳／生日：5月8日／星座：金牛座／血型：O型／家族：父・母・姐姐／上學方法：走路（讀高中時）。
喜歡的：茶道・琉璃子・愛歌・兜風・喝酒。討厭的：安酒・喝醉。
茶道社的前社長。與琉璃子和愛歌相識，因為被邀請到茶會中，所以時常出現在茶道社裡。因為有著讓人感到安定的氣息，而被主角說是「成熟的女性」、實際上性格卻是相當男性化到讓琉璃子也會害怕。在黎穗子的事件中常常出現。
絢辻緣（聲：五十嵐愛子）
班級：大學生／社團：網球社／年齢：21歳／生日：4月29日／星座：金牛座／血型：B型／家族：父・母・妹／上學方法：電車。
喜歡的：可愛的事物・逛街・紅茶・睡覺。討厭的：蟲・難解的事。
詞的姐姐。是位就算遠一點看也都會覺得漂亮的美女、而且個性相當安穩真誠。是個不會看場面說話的我行我素的天然呆，因為這樣子讓詞很討厭她，但她卻沒注意到。和家裡的關係也不能說很好、但她表現出不是很在意的樣子。
黑澤典子（聲：田內夏子）
班級：2年B組／社團：無／年齢：16歳／生日：3月10日／星座：雙魚座／血型：A型／家族：父・母／上學方法：電車。
喜歡的：主角・權力・錢・妄想・對自己好的人。討厭的：詞・自己不能想像的現實。
為主角所住城市的市議員（黒澤典夫）女兒而且喜歡主角。思考相當激烈且負面、自己把詞視為（戀愛上）敵人，是典型的喜歡欺負人而且不擇手段的人、企圖把詞拉下聖誕節的委員位置。在詞的事件中常常登場。
七咲郁夫（聲：尤加奈）
班級：小學1年級／血型：O型／生日：1月15日／星座：魔羯座／年齢：6歳／家族：父・母・姐姐／上學方法：走路。
喜歡的：遊戲・戰隊系列的電視節目・姐姐・姐姐作的蛋包飯・惡作劇。討厭的：長篇大論・學習・一動不動地的事情。
和逢年紀有點差距的弟弟。性格相當任性自大、因為沉默寡言所以難以知道在想什麼。常因為惡作劇而被逢斥責、很喜歡逢。最近似乎開始有初戀了。
九年後在《清戀》中登場。
御木本久遠（聲：大橋隆昌）
班級：3年B班／社團：無／年齢：18歳／生日：5月5日／星座：金牛座／血型：O型。家族：父・母・兄・弟／上學方法：電車。
喜歡的：遙・和女孩子一起玩・被人寵愛。討厭的：被女孩子所冷淡。
喜歡遙的男孩子。因為是有名地換女人就像換衣服的花花公子、以及有著標準的模特兒身材的人，讓他自然地很受歡迎。由於他的惡名遠播讓週遭的人叫他「撃墜王御木」。本人說「我呀，還沒被女孩子甩過呢」。
花園聖治（聲：皆川達也）
班級：2年B班／社團：吹奏樂部／年齢：17歳／生日：7月31日／星座：獅子座／血型：A型／家族：祖父・祖母・父・母・弟／上學方法：電車。
喜歡的：遙・單簧管・鍛鍊自己。討厭的：否定自己的事。
喜歡遙的男孩子。是任何人都認可的學級第一帥哥。因為一年級上體育課時流鼻血、所以被人把他姓的花（はな）和名字的冶（じ）組合在一起（也有被放入嫉妒的感覺）而稱他為「鼻血王子」。受女孩子歡迎而不缺被她們寵愛。
樹裡路美雄（聲：濱添伸也）
班級：1年A班／社團：田徑社／年齢：15歳／生日：12月25日／星座：魔羯座／血型：O型／家族：父・母・姉（2人）／上學方法：電車。
喜歡的：遙・被年紀大的人所疼愛。討厭的：無法被關心。
喜歡遙的男孩子。長相可愛、所以被年紀大的女孩子所寵愛。因為看起來很柔弱、也因此常遭到對方無理的攻擊。因為是有錢人的小孩、所以很難去面對逆境。也好像被認為自己的名字名不符實。因為主角和遙的好關係，讓他有點「無法認同」。
蒔原美佳（聲：原田瞳）
班級：高中2年級／社團：籃球社／年齢：16歳／生日：12月21日／星座：射手座／血型：O型／家族：父・母・哥哥／上學方法：不明。
喜歡的：帥哥・快樂的事・八卦。討厭的：寂寞。
主角在國中時所喜歡的同學。現為女高中生，和主角上不同的高中，就算被沒興趣的男孩子邀請也會答應一起去。是造成主角過去創傷的女孩子。在隱藏角色的路線中登場（在開頭的回憶中只出現名字）。
Michel・Gallagher（聲：大橋隆昌）
年齢：31歳／生日：10月10日／星座：天秤座／血型：O型／家族：父・姐姐・妹／上學方法：自行車。
喜歡的：射飛鏢・喝酒・和女人一起玩・賭博・勇敢的男人。討厭的：老實做事・宿醉。
通稱為「麥克・基德」。會講著交雜日語的怪怪英文、為英文會話教室的講師。出身加州，來日本有三年。擁有會高興地購入肌肉男寫真集、以約會為賭注而與主角比賽飛鏢等讓人無法大意的興趣。
森島·S·傑西卡（Morishima Sexy Jessica，聲優：伊藤静）
在「聖誕之吻SS+ plus」「森島遙篇」登場。比遙大一歲的英國的親戚，金髮碧眼的美女。

## 廣播節目
節目開在音泉的網路電台，並且以《良子和佳奈的聖誕之吻 Coming Sweet!》之名，在2009年3月16日播放。節目主持人則是由配櫻井梨穂子的新谷良子和配美也的阿澄佳奈兩人擔任。

## 電視動畫
聖誕之吻SS（第1季）
2010年7月1日在TBS電視台播放，標題為《聖誕之吻SS》。动画的声优和游戏、广播剧的相同。
聖誕之吻SS+ plus（第2季）
2012年1月5日在TBS電視台播放，標題為《聖誕之吻SS+ plus》（アマガミSS+ plus）。動畫的聲優和遊戲、廣播劇、一期動畫的相同。

### 製作人員
- 原作：Enterbrain
- 導演：平池芳正（第1季）、小林智樹（第2季）
- 系列構成：平池芳正（第1季）、木村暢（第2季）
- 人物設定：合田浩章
- 管理人／構成協力：高山箕犀、坂本俊博
- 總作畫監督：豬股雅美、立川聖治
- 美術監督：高橋麻穗
- 色彩設計：松山愛子
- 剪輯：廣瀨清志（第1季）、右山章太（第2季）
- 攝影監督：加藤友宜
- 音響監督：飯田里樹
- 音樂：大森俊之
- 動畫製作：AIC
- 製作：聖誕之吻SS製作委員會（第1季）、聖誕之吻SS+製作委員會（第2季）、TBS

### 主題曲

#### 片頭曲
第1季
i Love（第1話〜第12話）
作詞、作曲、歌：azusa，編曲：azusa、t.sato
君のままで（第13話〜第26話）
作詞、作曲、歌：azusa，編曲：azusa、t.sato
第2季
Check my soul
作詞、作曲、歌：azusa，編曲：azusa、t.sato&r.wat

#### 片尾曲
第1季
（第1～4話）
作詞：伏見和行，作曲．編曲：津波幸平，歌：森島遙（伊藤静）
（第5～8話）
作詞：，作曲．編曲：橫山克，歌：棚町薰（佐藤利奈）
（第9～12話）
作詞．作曲．編曲：，歌：中多紗江（今野宏美）
（第13～16話）
作詞：，作曲．編曲：，歌：七咲逢（野上尤加奈）
（第17～20話）
作詞：，作曲：多田慎也，編曲：，歌：櫻井梨穂子（新谷良子）
（第21～24話）
作詞．作曲．編曲：，歌：絢辻詞（名塚佳織）
（第25話）
作詞：Yuka-ri，作曲：吉川慶，編曲：pOlOn，歌：上崎裡沙（門脇舞以）
（第26話）
作詞：伏見和行，作曲：町田トシユキ，編曲：伊東ヒロム，歌：橘美也（阿澄佳奈）
第2季
告白
作詞、作曲、歌：azusa，編曲：azusa、t.sato&r.wat

#### 插入曲
第1季
minamo（第15話）
作詞：，作曲．編曲：，歌：七咲逢（野上尤加奈）
星（第20話）
作詞：，作曲：，編曲：，歌：櫻井梨穂子（新谷良子）

### 各話列表
| 話数              | 篇名                  | 章                    | 日文 子標題 | 中文 子標题 | 劇本     | 分镜                       | 演出              | 作画監督                                   | 總作画監督               |
| 第1季             | 第1季                 | 第1季                 | 第1季       | 第1季       | 第1季    | 第1季                      | 第1季             | 第1季                                      | 第1季                    |
| ----------------- | --------------------- | --------------------- | ----------- | ----------- | -------- | -------------------------- | ----------------- | ------------------------------------------ | ------------------------ |
| 第1話             | （森島遙篇）          | 第一章                |             | 憧憬        | 平池芳正 | 平池芳正                   | 高島大輔          | 合田浩章                                   | -                        |
| 第2話             | （森島遙篇）          | 第二章                |             | 接近        | 木村暢   | 島津裕行                   | 唐戶光博          | 清水貴子                                   | 杉本功                   |
| 第3話             | （森島遙篇）          | 第三章                |             | 吃醋        | 木村暢   | 畑博之                     | 奥野耕太          | 羽野廣範 宮崎修治                          | 杉本功                   |
| 第4話             | （森島遙篇）          | 最終章                |             | 戀愛        | 平池芳正 | 島津裕行                   | 仁昌寺義人        | 猪股雅美                                   | 杉本功                   |
| 第5話             | （棚町薰篇）          | 第一章                |             | 損友        | 待田堂子 | 金崎貴臣                   | 小林智樹          | 竹上貴雄 北島信幸                          | 杉本功 合田浩章          |
| 第6話             | （棚町薰篇）          | 第二章                |             | 迷惑        | 待田堂子 | 安田賢司                   | 筑紫大介          | 筑紫大介                                   | 杉本功 猪股雅美 合田浩章 |
| 第7話             | （棚町薰篇）          | 第三章                |             | 背叛        | 待田堂子 | 高本宣弘                   | 高橋順            | 服部憲知 羽野廣範                          | 杉本功 合田浩章          |
| 第8話             | （棚町薰篇）          | 最終章                |             | 進展        | 待田堂子 | 鎌倉由實                   | 唐戶光博          | 高橋直樹 立川聖治                          | 杉本功 合田浩章          |
| 第9話             | （中多紗江篇）        | 第一章                |             | 學妹        | 待田堂子 | 島津裕行                   | 奥野耕太          | 小關雅                                     | 杉本功 合田浩章          |
| 第10話            | （中多紗江篇）        | 第二章                |             | 特訓        | 待田堂子 | 高本宣弘                   | 高島大輔          | 北島信幸 清水貴子                          | 杉本功                   |
| 第11話            | （中多紗江篇）        | 第三章                |             | 變革        | 待田堂子 | 金崎貴臣                   | 關田修            | 渡邊奈月                                   | 杉本功                   |
| 第12話            | （中多紗江篇）        | 最終章                |             | 戀人        | 待田堂子 | 島津裕行                   | 仁昌寺義人        | 猪股雅美 諸石美雪                          | 合田浩章                 |
| 第13話            | （七咲逢篇）          | 第一章                |             | 災難        | 木村暢   | 島津裕行 唐戶光博 平池芳正 | 唐戸光博          | 竹上貴雄 高橋直樹                          | 杉本功                   |
| 第14話            | （七咲逢篇）          | 第二章                |             | 心跳        | 木村暢   | 畑博之                     | 畑博之            | 許宰銑 金祈南                              | 杉本功                   |
| 第15話            | （七咲逢篇）          | 第三章                |             | 變身        | 木村暢   | 井出安軌                   | 關田修            | 渡邊奈月 柴田志朗                          | 杉本功 柴田志朗          |
| 第16話            | （七咲逢篇）          | 最終章                |             | 告白        | 木村暢   | 島津裕行                   | 奥野耕太          | 清水裕輔 立川聖治                          | 杉本功 合田浩章          |
| 第17話            | （櫻井梨穗子篇）      | 第一章                |             | 回憶        | 待田堂子 | 小林智樹                   | 小林智樹          | 北島信幸 清水貴子                          | 杉本功 合田浩章          |
| 第18話            | （櫻井梨穗子篇）      | 第二章                |             | 幫忙        | 待田堂子 | 木村隆一                   | 仁昌寺義人        | 小關雅                                     | -                        |
| 第19話            | （櫻井梨穗子篇）      | 第三章                |             | 繼承        | 待田堂子 | 島津裕行                   | 關田修            | 渡辺奈月 柴田志朗                          | 杉本功                   |
| 第20話            | （櫻井梨穗子篇）      | 最終章                |             | 再見        | 待田堂子 | 篠原俊哉                   | 唐戸光博          | 猪股雅美 諸石美雪 立川聖治 うめつゆきのり  | 合田浩章                 |
| 第21話            | （絢辻詞篇）          | 第一章                |             | 發現        | 木村暢   | 島津裕行                   | 高島大輔          | 加藤里香 竹上貴雄 高橋直樹                 | 合田浩章                 |
| 第22話            | （絢辻詞篇）          | 第二章                |             | 隱情        | 木村暢   | 村木一真                   | 奥野耕太          | 許宰銑 三嶽理絵                            | 立川聖治 合田浩章        |
| 第23話            | （絢辻詞篇）          | 第三章                |             | 尊嚴        | 木村暢   | 畑博之                     | 關田修            | 渡辺奈月 柴田志朗                          | 合田浩章                 |
| 第24話            | （絢辻詞篇）          | 最終章                |             | 約定        | 木村暢   | 島津裕行                   | 仁昌寺義人        | 清水裕輔 猪股雅美 立川聖治 諸石美雪        | 合田浩章                 |
| 第25話            | （上崎裡沙篇）        | （上崎裡沙篇）        |             | 真相        | 平池芳正 | 島津裕行                   | 唐戸光博          | 杉本功 北島信幸 立川聖治 猪股雅美 諸石美雪 | 合田浩章                 |
| 第26話 （BD/DVD） | 橘美也編 （橘美也篇） | 橘美也編 （橘美也篇） |             | 妹妹        | 木村暢   | 島津裕行                   | 高島大輔 平池芳正 | 合田浩章 立川聖治 猪股雅美                 | -                        |
| 第2季             |                       |                       |             |             |          |                            |                   |                                            |                          |
| 第1話             | （絢辻詞篇）          | 前編                  |             | 誘惑        | 木村暢   | 島津裕行                   | 高島大輔          | 立川聖治                                   | 豬股雅美                 |
| 第2話             | （絢辻詞篇）          | 後編                  |             | 決戰        | 木村暢   | 島津裕行                   | 仁昌寺義人        | 北村友幸、小泉初榮                         | 豬股雅美                 |
| 第3話             | （櫻井梨穗子篇）      | 前編                  |             | 黃昏        | 待田堂子 | 小林智樹                   | 守田藝成          | 明珍宇作                                   | 豬股雅美                 |
| 第4話             | （櫻井梨穗子篇）      | 後編                  |             | 風鈴        | 待田堂子 | 別所誠人                   | 荒井省吾          | 池田廣明、新井伸浩                         | 豬股雅美                 |
| 第5話             | （七咲逢篇）          | 前編                  |             | 逞強        | 木村暢   | 島津裕行                   | 阿宮正和          | 荒尾英幸                                   | 立川聖治                 |
| 第6話             | （七咲逢篇）          | 後編                  |             | 逃走        | 木村暢   | 仁昌寺義人                 | 仁昌寺義人        | 可兒里美、小暮昌廣                         | 立川聖治                 |
| 第7話             | （棚町薰篇）          | 前編                  |             | 素描        | 待田堂子 | 石黑恭平                   | 石黑恭平          | 菅井翔、水上                               | 豬股雅美                 |
| 第8話             | （棚町薰篇）          | 後編                  |             | 旅伴        | 待田堂子 | 別所誠人                   | 高島大輔          | 加藤里香、片岡育 森前和也                  | 豬股雅美                 |
| 第9話             | （中多紗江篇）        | 前編                  |             | 懷疑        | 待田堂子 | 島津裕行                   | 守田藝成          | 明珍宇作、辻智子                           | 立川聖治                 |
| 第10話            | （中多紗江篇）        | 後編                  |             | 願望        | 待田堂子 | 島津裕行                   | 荒井省吾          | 可兒里未、池田廣明                         | 立川聖治                 |
| 第11話            | （森島遙篇）          | 前編                  |             | 性感        | 木村暢   | 今泉賢一                   | 今泉賢一          | 小泉初榮、今泉賢一                         | 猪股雅美                 |
| 第12話            | （森島遙篇）          | 後編                  |             | 啟程        | 木村暢   | 小林智樹                   | 小林智樹          | 新井伸浩                                   | 猪股雅美                 |
| 第13話            | （橘美也篇）          | -                     |             | 溫泉        | 木村暢   | 島津裕行                   | 仁昌寺義人        | 山野雅明                                   | 立川聖治                 |

### 播放電視台
| 播放地區   | 播放電視台   | 播放日期                                                   | 播放時間（UTC+9）          | 備註                    |
| 第1季      | 第1季        | 第1季                                                      | 第1季                      | 第1季                   |
| ---------- | ------------ | ---------------------------------------------------------- | -------------------------- | ----------------------- |
| 關東廣域圈 | TBS電視      | 2010年7月1日 — 2010年12月23日                              | 星期四 25時25分 — 25時55分 | 制作局 有提供隱藏式字幕 |
| 中京廣域圈 | 中部日本放送 | 2010年7月8日 — 2011年1月6日                                | 星期四 26時00分 — 26時30分 |                         |
| 近畿廣域圈 | 毎日放送     | 2010年7月15日 — 2010年9月30日 2010年10月7日 — 2011年1月6日 | 星期四 25時50分 — 26時20分 | 有提供隱藏式字幕        |
| 日本全國   | BS-TBS       | 2010年7月24日 — 2011年1月15日                              | 星期六 24時30分 — 25時00分 | 沒有提供字幕            |
| 第2季      |              |                                                            |                            |                         |
| 關東廣域圈 | TBS電視      | 2012年1月5日 — 2012年3月29日                               | 星期四 25時55分 — 26時25分 | 制作局 有提供隱藏式字幕 |
| 兵庫縣     | SUN電視台    | 2012年1月15日 — 2012年4月28日                              | 星期日 24時30分 — 25時00分 |                         |
| 中京廣域圈 | 中部日本放送 | 2012年1月19日 — 2012年4月12日                              | 星期四 26時30分 — 27時00分 |                         |
| 日本全國   | BS-TBS       | 2012年2月4日 — 2012年4月28日                               | 星期六 25時30分 — 26時00分 |                         |

### CD
- 片頭主題曲
  - 「i Love」歌：azusa（2010年7月21日發行）
  - 「君のままで」歌：azusa（2010年10月20日發行）

- 角色片尾曲單曲
  - 「キミの瞳に恋してる」歌：森島遙 （CV：伊藤靜）（2010年7月21日發行）
  - 「きっと明日は…」歌：棚町薰（CV：佐藤利奈）（2010年8月18日發行）
  - 「あなたしか見えない」歌：中多紗江（CV：今野宏美）（2010年9月15日發行）
  - 「恋はみずいろ」歌：七咲逢（CV：野上尤加奈）（2010年10月20日發行）
  - 「恋はあせらず」歌：櫻井梨穂子（CV：新谷良子）（2010年11月17日發行）
  - 「嘆きの天使」歌：絢辻詞（CV：名塚佳織）（2010年12月15日發行）
  - 「恋のゆくえ」歌：上崎裡沙（CV：門脇舞以）（2011年1月19日發行）
  - 「素敵なある日」歌：橘美也（CV：阿澄佳奈）（2011年1月19日發行）

- 歌曲合集
  - TV動畫「聖誕之吻SS」劇中原聲專輯（2010年12月1日發行）
  - TV動畫「聖誕之吻SS」角色單曲合集  For You…（2010年12月15日發行）

### DVD/BD
DVD每卷共收錄兩集，BD（Blu-ray Disc）為初回限定版。
- 聖誕之吻SS（1） 森島遙篇 上卷（2010年10月20日發行）
- 聖誕之吻SS（2） 森島遙篇 下卷（2010年11月17日發行）
- 聖誕之吻SS（3） 棚町薰篇 上卷（2010年11月17日發行）
- 聖誕之吻SS（4） 棚町薰篇 下卷（2010年12月15日發行）
- 聖誕之吻SS（5） 中多紗江篇 上卷（2010年12月15日發行）
- 聖誕之吻SS（6） 中多紗江篇 下卷（2011年1月19日發行）
- 聖誕之吻SS（7） 七咲逢篇 上卷（2011年1月19日發行）
- 聖誕之吻SS（8） 七咲逢篇 下卷（2011年2月16日發行）
- 聖誕之吻SS（9） 櫻井梨穗子篇 上卷（2011年2月16日發行）
- 聖誕之吻SS（10） 櫻井梨穗子篇 下卷（2011年3月16日發行）
- 聖誕之吻SS（11） 絢辻詞篇 上卷（2011年3月16日發行）
- 聖誕之吻SS（12） 絢辻詞篇 下卷 （2011年4月29日發行）
- 聖誕之吻SS（13） 上崎裡沙篇／橘美也篇（2011年4月29日發行）

## 外部連結
- 聖誕之吻 官方網站 （页面存档备份，存于）（日語）
- 「聖誕之吻」攻略wiki （页面存档备份，存于）（日語）
- 聖誕之吻SS 動畫官方網站 （TBS電視台） （页面存档备份，存于）（日語）